# Galaxy S21
Samsung Galaxy S21は、サムスン電子がGalaxy Sシリーズとして設計・開発・販売・製造しているAndroid搭載スマートフォンのシリーズ。Galaxy S20シリーズの後継機種にあたる。

## 沿革
2021年1月14日に開催されたサムスンのイベント「Galaxy Unpacked」でラインアップが発表された。日本では2021年4月8日に株式会社NTTドコモ（以下、ドコモ）とKDDI株式会社（以下、au）で日本での発売を正式に発表。ドコモでは「Galaxy S21 5G SC-51B」と「Galaxy S21 Ultra 5G SC-52B」の2機種が、auでは「Galaxy S21 5G SCG09」と「Galaxy S21+ 5G SCG10」の2機種がそれぞれ2021年4月22日に発売された。Fan Editionのラインナップは、2022年1月3日に開催されたSamsungの「CES2022」イベントで発表された。 日本では発表もリリースもされていない。

## 4モデルのラインアップ
ラインナップは4モデルで、「Galaxy S21」は画面サイズが小さく、背面は（プラスチック）ポリカーボネートで、当初はGalaxyS21シリーズの中で最も安価なモデルとして発売された。 「GalaxyS21FE」は、ディスプレイとバッテリーが少し大きく、背面とカメラのハウジングが（プラスチック）ポリカーボネートである最も安価な端末としてリリースされた。 Galaxy S21 +は、Galaxy S20 +とは対照的に、ディスプレイが大きく、バッテリー容量が大きく、背面がプラスチック製であることを除けば、仕様はS21と非常に似ている。
Galaxy S21 Ultraは、画面サイズ、バッテリーがさらに大きくなり、カメラも一見、S21+がトリプルカメラなのに対し、S21 Ultraはクアッドカメラで、カメラユニットもUltraの方が大きい。超広角カメラはS21+ と同じ13mm相当の超広角で1200万画素、広角カメラ（メインカメラ）は画素数は1億800万画素（108MP）、望遠カメラは2つ。高解像度の1440pディスプレイなど、他のモデルよりも多くの改良が加えられている。また、S21 Ultraは、別売りで限られた機能ではあるが、Galaxy Sシリーズで初めてS Penをサポートする機種となっている。

## 仕様

### Hardware

#### CPU (SoC)
S21の海外および韓国モデルはExynos 2100 SoCを、米国、カナダ、中国、台湾、香港、日本モデルはQualcomm Snapdragon 888を採用している。

#### ディスプレイ
S21シリーズは、HDR10+に対応した「ダイナミックAMOLED 2X」ディスプレイと、「ダイナミックトーンマッピング」技術を搭載している。また全機種に第2世代の超音波式画面内指紋センサーを採用おり、S21 Ultraでは、従来機種（1080pのみ120Hzに制限）と異なり、1440pで120Hzを使用することができるようになった。
| Model     | Display size (in) | Display resolution     | 色数        | 可変リフレッシュレート | 形状       |
| --------- | ----------------- | ---------------------- | ----------- | ---------------------- | ---------- |
| S21       | 6.2               | 2400 x 1080 (FHD+)     | 約1,600万色 | 48 Hz to 120 Hz        | 平らな面   |
| S21 FE    | 6.4               | 2400 x 1080 (FHD+)     | 約1,600万色 | 48 Hz to 120 Hz        | 平らな面   |
| S21+      | 6.7               | 2400 x 1080 (FHD+)     | 約1,600万色 | 48 Hz to 120 Hz        | 平らな面   |
| S21 Ultra | 6.8               | 3200 x 1440 (Quad HD+) | 約1,600万色 | 10 Hz to 120 Hz        | 側面カーブ |

#### ストレージ
内部ストレージ（ROM）は海外では128GBと256GBのオプションが用意されていたが日本ではドコモ・au共に一律256GBを搭載。RAMは、S21とS21+は、8GBのRAMを搭載し、S21 FEは、6/8GBのRAMを搭載し、S21 Ultraは12G/16BのRAMを搭載している。4モデルとも、S20シリーズに搭載されていたmicroSDカードスロットが無くなった。
| Models             | Galaxy S21 | Galaxy S21+ | Galaxy S21 Ultra | Galaxy S21 FE |
| ------------------ | ---------- | ----------- | ---------------- | ------------- |
| 外部ストレージ対応 | 非対応     | 非対応      | 非対応           | 非対応        |
| ROM容量 (GB)       | 128/256GB  | 128/256GB   | 256/512GB        | 128/256GB     |
| RAM容量 (GB)       | 8GB        | 8GB         | 12/16GB          | 6/8GB         |

#### バッテリー容量
S21は4000mAh、S21 FEは4500mAh、S21+は4800mAh、S21 Ultraは5000mAhの Li-Po batteries（リチウムポリマーバッテリー）をそれぞれ搭載している。4モデルとも、USB-Cによる最大25Wの有線充電（USB Power Delivery使用）と、最大15WのQiに対応しており、「Wireless PowerShare」というブランド名で、S21自身のバッテリー電力から他のQi対応機器を最大4.5Wで充電できる機能も備えている。

#### カメラ
S21、S21+の背面カメラは、6,400万画素の望遠、1,200万画素の広角、1,200万画素の超広角のトリプルカメラを搭載する。 S21 FEの背面カメラは、800万画素の望遠、1,200万画素の広角、1,200万画素の超広角のトリプルカメラを搭載する。 S21 Ultraには、背面に4個、前面に1個の自撮りカメラがあり、合計5個のカメラが搭載されている。
| Models                      | Models | Galaxy S21 & S21+                        | Galaxy S21 Ultra                        | Galaxy S21 FE                                  |
| --------------------------- | ------ | ---------------------------------------- | --------------------------------------- | ---------------------------------------------- |
| Wide（広角）                | Specs  | 12 MP, f/1.8, 26mm, 1/1.76", DPAF, OIS   | 108 MP, f/1.8, 24mm, 1/1.33", PDAF, OIS | 12 MP, f/1.8, 26 mm, 1/1.76", Dual PDAF, OIS   |
| Wide（広角）                | Model  | Samsung S5K2LD or Sony IMX555            | Samsung S5KHM3                          | Samsung S5K2LD or Sony IMX555                  |
| Ultrawide（超広角）         | Specs  | 12 MP, f/2.2, 13mm, 1/2.55", fixed focus | 12 MP, f/2.2, 13mm, 1/2.55", DPAF       | 12 MP, f/2.2, 15mm, 1/3.1", Fixed Focus        |
| Ultrawide（超広角）         | Model  | Samsung S5K2LA                           | Sony IMX563                             | Samsung S5K3L6                                 |
| Telephoto（望遠）           | Specs  | 64 MP, f/2.0, 29mm, 1/1.72", PDAF, OIS   | 10 MP, f/2.4, 70mm, 1/3.24", DPAF, OIS  | 8 MP, f/2.4, 76mm, 1/4.5", PDAF, OIS (3x zoom) |
| Telephoto（望遠）           | Model  | Samsung S5KGW2                           | Samsung S5K3J1                          | SK Hynix HI-847                                |
| Periscope Telephoto（望遠） | Specs  | -                                        | 10 MP, f/4.9, 240mm, 1/3.24", DPAF, OIS | -                                              |
| Periscope Telephoto（望遠） | Model  | -                                        | Samsung S5K3J1                          | -                                              |
| Front                       | Specs  | 10 MP, f/2.2, 26mm, 1/3.24", DPAF        | 40 MP, f/2.2, 26mm, 1/2.8", PDAF        | 32 MP, f/2.2, 26mm, 1/2.74", Fixed Focus       |
| Front                       | Model  | Sony IMX374                              | Samsung S5KGH1                          | Sony IMX616                                    |

S21とS21+は、前モデルと同様のカメラ設定だが、ソフトウェアと画像処理の改良が施されており、どちらも12MPのワイドセンサー、6400万画素（64MP）の望遠センサー（3倍ハイブリッドズーム付き）、最大で30倍の超高解像度ズーム（スペースズーム）、12MPのウルトラワイドセンサーを搭載している。S21 FEは、前モデルと同様のカメラ設定だが、ソフトウェアと画像処理の改良が施されており、どちらも12MPのワイドセンサー、800万画素（8MP）の望遠センサー（3倍ハイブリッドズーム付き）、最大で30倍の超高解像度ズーム（スペースズーム）、12MPのウルトラワイドセンサーを搭載している。S21 Ultraは、従来のHM1 108MPセンサーから12ビットHDRを含むいくつかの機能強化を施した新しいHM3 108MPセンサーを搭載しており、3倍と10倍の光学ズームを備えた2つの10MP望遠センサーと、12MPウルトラワイドセンサーを搭載、10倍光学ズームを利用することで、最大100倍の超解像度ズームを実現した。前面カメラには、S21とS21+で10MPセンサー、S21 FEで32MPセンサー、S21 Ultraで40MPセンサーを採用された。最大60fpsで4KUHDビデオでの録画は、S21とS21+のウルトラワイドカメラとS21 Ultraの全てのカメラでサポートされている。S21Ultraの12MPUltraWide、S21とS21 +の10MPフロント、S21 FEの8MP望遠と32MPフロントを除いて、全てカメラはSamsung製である。
Galaxy S21シリーズは、HDR10+の動画撮影が可能で、HEIFにも対応する。

## 五輪仕様
サムスンでは、2020年東京オリンピック・パラリンピックのゴールドパートナーという立場から、五輪限定エディションとして「Galaxy S21 5G Olympic Games Edition」を発売しているほか（ドコモ・au版が存在）、特に東京五輪に出場する選手に対しては「Olympic Games Athlete Edition」（ドコモ版のみ）を用意し、希望する全選手に無料配布を行った。
通常版との違いは「背面に五輪マーク（パラリンピック版はスリー・アギトス）が入る」「ホーム画面や起動時のアニメーションが専用のものになる」「Always on Displayにミライトワを表示できる」など。ちなみに一般販売版と「Athlete Edition」は、背面のロゴ（一般販売版は「Galaxy」のところが、Athlete Editionは「Samsung」）など一部に違いがある。一方でAthlete Editionの中身はほぼドコモの一般販売版と同一のため、対応する周波数帯等も日本仕様のものとなり、選手が自国に持ち帰っても使えないケースがある。